# Frederik Conrad von Holstein (1771-1853)
 Der er flere personer med dette navn, se Frederik Conrad von Holstein.
Frederik Conrad von Holstein (født 19. februar 1771 i Store Heddinge, død 21. juli 1853 i København) var en dansk officer, hofmand og teaterchef.
Søn af herredsfoged Adam Caspar von Holstein (1741 – 1817) og hustru Birgitte (1737 – 1788), enke efter månedsløjtnant Wandal, fik 1791 udnævnelse som sekondløjtnant i sjællandske infanteriregiment, hvorfra han 1793 indtrådte i Livgarden til Fods, først i fændriks, året efter i sekondløjtnants nummer. Den statelige gardeofficer, vindende og dannet i væsen og optræden, gjorde almindelig lykke ved hoffet, og fra 1799, da han blev ansat som opvartende kammerjunker hos kronprinsen, knyttedes han på en ejendommelig måde i den ovenfor nævnte 3dobbelte egenskab fast til dette for over en menneskealder.

Til en begyndelse så det dog ud, som om soldatens rolle var udspillet, i det han allerede det følgende år søgte og fik sin afsked af krigstjenesten. men englændernes ankomst 1801 vakte en i over et hundredår ukendt krigerisk stemning, der bragte mænd af alle livsstillinger til at træde under våben, og 15. april approberede kongen, at 
| Citat | et Jægerkorps, som adskillige unge Mænd have forenet sig om at oprette under Anførsel af Kammerjunker Holstein, maa føre Navn af Kongens Livjægerkorps. | Citat |
|       | |       |

 Dets statutter, ved hvilke den oprindelig fastsatte styrke af 100 mand på Holsteins forslag blev forøget til det 4dobbelte og korpset givet en begunstiget særstilling, er dog først af 15. august, og samme dag udnævntes Holstein, der tillige fik majors rang, til chef for korpset. Ved englændernes genkomst 1807 foran København blev ”Livjægerne”, med hvilke herregårdsskytterne optrådte i forening, næsten daglig anvendte af kommandanten til rekognoscering de viste sig flinke og vandt navnlig popularitet ved deres kække holdning under udfaldene gennem Nørreport 28. august og Citadellet mod Classens Have 31. samme måned, i hvilken anledning korpset og dets officerer også hædredes officielt ved at få rang med linjetropperne.
1811 udnævntes Holstein, der 1808 var blevet ansat som opvartende kammerherre hos dronningen og forfremmet til oberstløjtnant og 1812 blev oberst, til chef for Det Kongelige Teater. Han beklædte denne stilling lige indtil 1840, det vil sige netop i vor æstetiske Guldalder, hvor den dramatiske digtning satte sit skønneste blomster, og hvor nationalscenen sad inde med de ypperste kræfter til digtningens tolkning, og var altså under sin lange styrelse begunstiget som vel ingen sinde en dansk teaterchef før eller siden. Men selv var han ingenlunde uden evner til at udfylde den vanskelige post. Ganske vist påduttes der ham et hang til magelighed og en mangel på energi, der ved flere lejligheder skulle være kommet scenen til skade, men på den anden side må selv de, der bedømme ham mindst gunstig, indrømme, at han var en kunstforstandig mand med fin smag og indsigt, og at han i flere henseender var en fortrinlig fører for skuepladsen.
Holstein hædredes 1809 med Ridderkorset af Dannebrog og 1817 med Kommandørkorset af Dannebrog, blev Dannebrogsmand 1812 og 1826 blev han overceremonimester hos dronningen, 1828 generalmajor, 1829 Storkors af Dannebrog, samme år overfører ved Drabantkorpset, 1838 generalløjtnant. Ved Hærordningen 1842 meddeltes der ham afsked af krigstjenesten. Holstein var gift med Anna Cathinka født Risting (22. maj 1782 – 4. september 1843). Han døde 21. juli 1853 og er begravet på Garnisons Kirkegård.
Der findes et portrætmaleri af C.W. Eckersberg 1826 i Livjægerselskabet, litograferet af Liepmann Fraenckel. Miniaturer af Mathias Casse (Frederiksborgmuseet). Stik af Gilles-Louis Chrétien og fra 1843. Litografi fra Det Kongelige Stentrykkeri. Portrætteret, dog uden portrætkarakter, på den Bernth'ske radering i anledning af »Frejas Alter«-fejden 1819.